# Crambe hispanica
Crambe hispanica es una especie oleaginosa perteneciente a la familia Brassicaceae. Es nativa de la zona del Mediterráneo. 

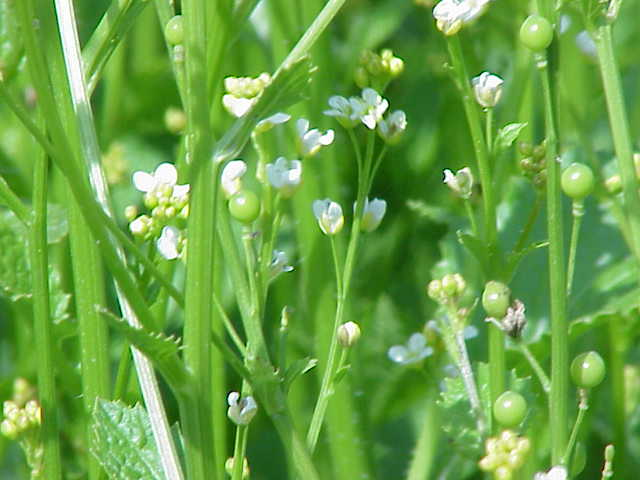
Vista de la planta

## Descripción
Es una planta anual. Tiene un tallo que alcanza un tamaño de 50-120 cm de altura, con ramas gráciles que arrancan sobre todo de la mitad superior, de glabro a densamente híspido. Hojas lirado-pinnatisectas, con el segmento terminal grande, reniforme y con 0-1(2) pares de pequeños segmentos laterales. Inflorescencias alargadas con pedicelos 4-12 mm, erecto-patentes y ligeramente incurvados. Sépalos de 2 mm. Pétalos 2-4 mm, blancos, a veces rosados. Estambres medianos con filamentos provistos de un apéndicedentiforme. Fruto con el artejo inferior de c. 1 mm, estrecho, ± acanalado; el superior 3-4,5 mm, subesférico, de superficie muy lisa.

## Distribución y hábitat
Se encuentra en lugares pedregosos, protegidos y con humedad asegurada, grietas de rocas, en substratos silíceos o calizos; a una altitud de 200-700 metros en el Sur de Europa y Norte de África. W y S de la península ibérica.

## Taxonomía
Crambe hispanica fue descrita por Carlos Linneo y publicado en Species Plantarum 2: 671. 1753.
Citología
Número de cromosomas de Crambe hispanica (Fam. Cruciferae) y táxones infraespecíficos: 
n=15 2n=16
Variedades
- Crambe hispanica subsp. abyssinica (Hochst. ex R.E.Fr.) Prina
- Crambe hispanica subsp. glabrata (DC.) Cout.

Etimología
Crambe: nombre genérico que deriva  del latín crambe, y del griego κράμβη, "una especie de col".
hispanica: epíteto geográfico que alude a su localización en Hispania.
sinonimia
- Cochlearia hispanica (L.) Crantz
- Cochlearia sphaerocarpa (Jacq.) Crantz
- Crambe gracillima Rech.f.
- Crambe hispanica var. edentula Boiss.
- Crambe hispanica var. major Moris
- Myagrum sphaerocarpum Jacq.
- Rapistrum hispanicum (L.) Medik.
- Rapistrum scabrum Moench[6]

## Nombre común
- Castellano: col de mar, col marina, col marítima.[7]